# Pekach
Pekach (o Pekah o Peca; ... – 732 a.C.), figlio di Romelia, fu re di Israele dal 737 a.C. al 732 a.C.
La Bibbia narra del suo regno in 2 Re 15,23-31, riferendo che Pekach era lo scudiero di Pekachia e si proclamò re dopo aver congiurato contro di lui e averlo ucciso; in seguito subì egli stesso una congiura da parte di Osea, che lo assassinò e divenne re al suo posto.